# Ульяник Марія Іванівна
Марія Іванівна Ульяник (р. 1931) — доярка, Герой Соціалістичної Праці (1966).

## Біографія
Марія Ульяник народилася 3 серпня 1931 року в селі Новоселицьке (нині — Новоселицький район Ставропольського краю). З 1937 року жила в селі Юца Передгірного району, з 12 років працювала дояркою в колгоспі «Пролетарська воля».
Ульяник була однією з кращих доярок Ставропольського краю. Активно брала участь у Всесоюзному соціалістичному змаганні, переймала передовий досвід, досконало оволодівши своєю професією, постійно отримуючи високі надої.
Указом Президії Верховної Ради СРСР від 22 березня 1966 року за «досягнуті успіхи у розвитку тваринництва, збільшення виробництва і заготівель м'яса, молока, яєць, вовни та іншої продукції» Марія Ульяник була удостоєна високого звання Героя Соціалістичної Праці з врученням ордена Леніна і медалі «Серп і Молот».
Активно займалася громадською діяльністю, обиралася депутатом сільської ради, членом райкому і крайкому КПРС, делегатом XXV з'їзду КПРС. З 1985 року проживає в селищі П'ятигорський.